# Melanargia syracusia
Melanargia syracusia är en fjärilsart som beskrevs av Philipp Christoph Zeller 1896. Melanargia syracusia ingår i släktet Melanargia och familjen praktfjärilar. Inga underarter finns listade i Catalogue of Life.